# Талаш, Василий Исаакович
Василий Исаакович Талаш (бел. Васіль Ісакавіч Талаш), также известный как Дед Талаш (бел. Дзед Талаш; 25 декабря 1844, Мозырский уезд, Минская губерния — 23 августа 1946, Минск) — участник партизанского движения в советско-польской и Великой Отечественной войнах, народный герой Беларуси, герой повести Якуба Коласа «Дрыгва» («Трясина»). Возможно, является самым пожилым участником Великой Отечественной войны.

## Биография
Родился 25 декабря 1844 года в деревне Белка Мозырского уезда (ныне входит в границы города Петриков Гомельской области), в Белорусском Полесье, где провёл бо́льшую часть жизни.
После начала советско-польской войны, несмотря на отсутствие военного опыта, принимал участие в военных действиях на стороне РСФСР. В 1919 году создал партизанский отряд для борьбы с польскими войсками. В конце ноября 1919 года в Новосёлках остановилась команда польских моряков, которые по приказу должны были расширить свою военную флотилию на Припяти в районе. Совместным ударом отряда красноармейцев, а также партизан все матросы в Новосёлках были уничтожены. Сам Талаш был разведчиком 2-го батальона 417-го стрелкового полка 47-й стрелковой дивизии РККА. Заболел возвратным тифом и был отправлен в госпиталь в Гомеле. После очередного обострения болезни попал в прифронтовой госпиталь в Калинковичах.
После войны стал председателем Новосёлковского сельсовета, делегат VIII съезда Советов Полесской области. Из документов известно, что Талаш неоднократно в течение нескольких лет обращался в советские органы, с требованием наградить себя орденом Красного Знамени. Сотрудничал с ЧК, помогая разоблачать иностранных шпионов и вредителей. Какое-то время терроризировал Коласа, требуя часть гонорара за «Трясину». В то же время, ещё в 1936 году Василий Талаш не записался в колхоз и жил единоличником.
Согласно некоторым источникам, после начала Великой Отечественной войны дважды был арестован немцами, однако немцы оба раза освобождали его. По одной версии, присоединился к партизанскому отряду в конце 1942 года. По другой, приведённой в докладной записке начальника УНКВД Вилейской области Владимира Пронина секретарю ЦК КП(б)Б Григорию Эйдинову, Талаш согласился присоединиться к партизанам только в обмен на гектар покоса. В январе 1943 года с острова Зыслав, что на Любанщине, отправлен на самолёте на Большую землю.
В Москве посещал фабрики, заводы, государственные учреждения, военные части с агитационными рассказами о боевых делах белорусских партизан. Жил в гостинице «Москва», где и встретился с Якубом Коласом. Эта встреча была снята на кинокамеру. В конце 1943 года, вернулся в только освобождённую Новобелицу — окраину Гомеля. Потом в родную деревню Новосёлки, где и жил до конца жизни.
Умер на 102-м году жизни 23 августа 1946 года. Похоронен на Петриковском городском кладбище, на могиле установлен памятник. Вырастил трех сыновей (Дмитрий, Даниил) и двоих дочерей (Анастасия и Анна).

## Награды и звания
- Якуб Колас и Дед Талаш в кабинете писателя. 1943 год.Орден Красного Знамени (1928).
- Орден Отечественной войны I степени (1 января 1944 года) — в ознаменование 25 годовщины Белорусской ССР, за достижения в развитии хозяйства, культуры, науки и искусства белорусского народа и за выдающиеся успехи в организации партизанской борьбы против немецко-фашистских захватчиков[4].
- Медаль «Партизану Отечественной войны» I степени.
- Знак «За многолетнюю и безупречную службу в государственной лесозащите СССР»

## Интересные факты
- В романе «Трясина» дед Талаш носит имя Григорий. В произведении изменены имена его сыновей: младшего Панаса на самом деле звали Дмитрием, а старшего Максима — Даниилом.
- Якуб Колас во время написания «Трясины» не был лично знаком с В. И. Талашом.

## Память
- Дед Талаш стал героем известной повести Якуба Коласа «Трясина».
- Композитор Анатолий Богатырёв в 1939 году создал оперу «В пущах Полесья».
- Памятник Деду Талашу установлен в Минске, как часть композиции на площади Якуба Колоса.
- Памятник Деду Талашу в Петрикове, в городском парке (установлен в 1958 году). Скульптор — З. Азгур.
- Именем Деда Талаша названы улицы в Минске и Петрикове.
- В деревне Новосёлки работает Дом-музей деда Талаша[бел.][5] — филиал Петриковского историко-краеведческого музея.
- В 2011 году по мотивам повести «Трясина» снят 4-серийный художественный фильм «Талаш» (режиссёр — Сергей Шульга, Беларусьфильм, в роли деда Талаша — Геннадий Гарбук)[6][7][8][9][10].
- В романе «Муос» Вселенной Метро 2033, повествующем о постъядерном Минске, присутствует персонаж Талаш — столетний глава партизан. Как и его реальный прототип, этот Талаш почитается населением метро как национальный герой-освободитель.